# معظم غیاث‌الدین توران‌شاه
توران‌شاه (عربی: توران شاه؛ ۲ مه ۱۲۵۰) سلطان مصر از خاندان ایوبی و فرزند الصالح ایوب بود. پدرش وی را به حصن کیفا فرستاد تا او را از سیاست مصر دور سازد. پس از مرگ پدرش و برای مقابله با لوئی نهم در جنگ هفتم صلیبی، وی به مصر بازگشت. در مسیر بازگشت سه هفته در دمشق ماند و پول زیادی میان سربازان و اعیان پخش کرد. او تعداد زیادی از برده‌های سیاه را ارتقا مقام داد. در ۲۸ محرم سال ۶۴۸ هجری مصادف با ۲ مه ۱۲۵۰، ضیافت بزرگی ترتیب داد. در انتهای مراسم بیبرس و گروهی از سربازان ممالیک بحری به او حمله و وی را به قتل رسانیدند.